# Ernst Ihbe
Ernst Ihbe (né le 20 décembre 1913 à Erlbach (Vogtland) et mort le 30 août 1992 à Leipzig) est un coureur cycliste allemand, champion olympique de tandem avec Carl Lorenz aux Jeux olympiques de 1936 à Berlin.

## Biographie
Ernst Ihbe a débuté au R.C. Wettiner de Leipzig. En 1934, il forme un tandem avec Carl Lorenz. Aux championnats de Grande-Bretagne open de 1934, lors du premier tour, Lorenz occupe la place à l'avant du tandem. Ils s'inclinent. Dans le tour de repêchage Ihbe passe à l'avant. La paire gagne ce repêchage, et remporte le championnat britannique. Ihbe court jusqu'à la fin de la carrière à l'avant du tandem. Ihbe et Lorenz remportent ensemble deux championnats d'Allemagne. Ihbe a également été champion d'Allemagne des 25 kilomètres. Aux Jeux olympiques de Berlin en 1936, Lorenz et Ihbe remportent la médaille d'or.
Après son retour de captivité en 1945, Ihbe essaye sans grand succès une carrière cycliste professionnelle. Il est ensuite entraîneur de cyclisme dans différents clubs de Leipzig et à partir de 1965 entraîneur de district à Halle. À ce titre, il travaille entre autres pendant plusieurs années avec le futur champion olympique Klaus-Jürgen Grünke jusqu'à ce que celui-ci déménage à Berlin à l'âge de 19 ans.

## Palmarès

### Jeux olympiques
- Berlin 1936
  -  Champion olympique de tandem (avec Carl Lorenz)

### Championnats nationaux
- Championnat de Grande-Bretagne de tandem en 1934,
- Championnat d'Allemagne de tandem en 1934, 1936, 1937

### Sources
- (de) Cet article est partiellement ou en totalité issu de l’article de Wikipédia en allemand intitulé « Ernst Ihbe » (voir la liste des auteurs).